# Günther Quandt
Günther Quandt, nemški industrialec, * 28. julij 1881 Pritzwalk, Kraljevina Prusija, Nemško Cesarstvo, † 30. december 1954 Kairo, Egipt. Quandt je ustanovil industrijski imperij, ki danes vključuje podjetji BMW in Altana (kemikalije). Nemški časopis Manager Magazin je leta 2014 njegove potomce uvrstil med najbogatejše Nemce.
Rodil se je leta 1882 v nemškem Pritzwalku. Med prvo svetovno vojno njegovo podjetje oskrbovalo nemško vojsko z uniformami. Pred vojno se je poročil z Antonie 'Toni' Ewald, s katero je imel dva otroka, Helmuta Quandta in Herberta Quandta. Potem ko je Antonie po vojni umrla zaradi španske gripe, se je Quandt januarja 1921 poročil z Magdo Rischel, s katero je imel sina Haralda Quandta. Z drugo ženo sta se ločila leta 1929, Magda pa se je dve leti pozneje poročila z nemškim politikom Jospehom Goebbelsom. 
Potem ko je Adolf Hitler leta 1933 zmagal in prišel na oblast, se je Quandt pridružil nacistični stranki. Leta 1937 mu je Hitler podelil naziv Wehrwirtschaftsführer (vodja obrambnega gospodarstva), tako kot drugim industrialcem, ki so imeli vodilno vlogo v vojnem gospodarstvu. Quandtova podjetja so oskrbovala vojsko s strelivom, puškami, topništvom in baterijami ter pri izrabljala v vsaj treh svojih tovarnah suženjske delavce iz koncentracijskih taborišč. V tem času je Joseph Goebbels od njega zahteval, da Magdo oprosti njene obveznosti po njuni ločitvi zakonske zveze in da svojega sina Haralda pošlje živeti k njeni družini v primeru njene ponovne poroke.
Po vojni je bil Quandt leta 1946 aretiran zaradi Goebbelsove povezave in interniran, ker je sprejel nacionalsocialistično ideologijo, ni pa aktivno sodeloval pri zločinih. Po izpustivi iz zapora leta 1948 se je Quandt vrnil v nadzorne svete različnih nemških podjetij in tri leta pozneje postal častni državljan univerze v Frankfurtu.
30. decembra 1954 je Quandt umrl na božičnih počitnicah v Kairu.